# Kolbeinn Sigþórsson
Kolbeinn Sigþórsson (Reikiavik, Islandia, 14 de marzo de 1990) es un futbolista islandés que juega como delantero y se encuentra sin equipo tras abandonar el IFK Göteborg a finales de 2021. Fue internacional con la selección de Islandia.

## Trayectoria

### HK
Kolbeinn comenzó su carrera en Islandia con el Víkingur, antes de pasar a las divisiones inferiores del HK Kópavogur en marzo de 2006, tres días antes de cumplir 16 años, haciendo su debut como profesional en esa misma temporada. Llegaría a jugar cinco partidos para el club en la liga. Pronto atrajo el interés de clubes de alto nivel en Europa como Real Madrid y Arsenal, teniendo dos periodos de prueba con el club de Londres antes de finalmente decidirse por fichar con el AZ Alkmaar de los Países Bajos.

### AZ Alkmaar
Luego de unirse al AZ en marzo de 2007, en un principio jugó en varias de las divisiones inferiores del club antes de finalmente unirse al primer equipo en julio de 2010. Debutó con el AZ el 5 de agosto de 2010 en un partido clasificatorio de la Liga Europa de la UEFA frente al IFK Göteborg. Anotó su primer gol en los Países Bajos en un partido frente al Excelsior el 29 de agosto de 2010. El 29 de enero de 2011 anotó una tripleta en la primera mitad de un partido frente VVV-Venlo, terminando el encuentro con un total de 5 goles. A medida que continuó anotando en partidos posteriores, AZ trató de extender su contrato, pero el jugador no se mostró muy interesado. Luego de recibir interés del Borussia Dortmund y el Newcastle United, los gigantes neerlandeses del Ajax ficharon al jugador por 2 millones de euros.

### Ajax Ámsterdam
El 4 de julio de 2011 se anunció que los clubes habían acordado el traspaso del futbolista por 4,5 millones de euros y Sigþórsson firmó su contrato con el AFC Ajax. En una entrevista, Sigþórsson indicó que era un sueño hecho realidad poder trabajar junto a Dennis Bergkamp y Frank de Boer. Anotó su primer gol para el club en un amistoso en la pretemporada frente al Brøndby IF, convirtiendo con un cabezazo en el minuto 38. El 30 de julio de 2011 hizo su debut en un partido competitivo con su equipo, jugando en la final de la Supercopa de los Países Bajos frente al Twente. El 14 de agosto de 2011, Sigþórsson anotó su primer gol en la liga para el Ajax en la victoria 5–1 sobre el Heerenveen en el Ámsterdam Arena. Anotó otro gol frente al VVV Venlo la semana siguiente, y dos goles más frente al Vitesse, anotando así 4 goles en cuatro partidos de liga.

## Selección nacional
Luego de representar a Islandia en varios niveles juveniles, Sigþórsson hizo su debut para la selección de fútbol de Islandia en un amistoso frente a las Islas Feroe el 21 de marzo de 2010, anotando el segundo gol en el minuto 37 en lo que finalmente sería una victoria de 2-0 como locales. Su primer partido competitivo para Islandia llegó el 7 de septiembre de 2010 en un partido clasificatorio para la Eurocopa 2012 frente a Dinamarca, cayendo por 1-0 como visitantes. Su primer gol en un partido competitivo lo anotó el 6 de septiembre de 2011 en un partido clasificatorio para la Eurocopa 2012 frente a Chipre, convirtiendo en el minuto cinco en la victoria 1-0 como locales. El 27 de mayo anotó el segundo que le dio la ventaja a Islandia 2-0 sobre Francia, pero Islandia terminaría perdiendo el partido 3-2. Sigþórsson capitaneó a su equipo por primera vez el 6 de febrero de 2013 en un amistoso frente a Rusia en Marbella, España. Luego del partido, el técnico de la selección islandesa, Lars Lagerbäck, dijo que Sigþórsson probablemente sería nombrado vice-capitán. Volvió a ser capitán reemplazando a Aron Gunnarsson, el capitán regular del equipo, cuando este último fue retirado del partido por lesión en un partido clasificatorio para la Copa Mundial de Fútbol de 2014 frente a Eslovenia en junio de 2013.
El 27 de junio de 2016, en los octavos de final de la Eurocopa, marcó el gol decisivo en la histórica victoria por 2-1 sobre Inglaterra.

### Goles con la selección nacional
| #  | Fecha                    | Lugar                                   | Oponente    | Gol | Resultado | Competición                         |
| -- | ------------------------ | --------------------------------------- | ----------- | --- | --------- | ----------------------------------- |
| 1  | 21 de marzo de 2010      | Kórinn, Kópavogur, Islandia             | Islas Feroe | 2–0 | 2–0       | Amistoso                            |
| 2  | 29 de mayo de 2010       | Laugardalsvöllur, Reikiavik, Islandia   | Andorra     | 4–0 | 4–0       | Amistoso                            |
| 3  | 17 de noviembre de 2010  | Bloomfield Stadium, Tel Aviv, Israel    | Israel      | 3–2 | 3–2       | Amistoso                            |
| 4  | 6 de septiembre de 2011  | Laugardalsvöllur, Reikiavik, Islandia   | Chipre      | 1–0 | 1–0       | Clasificación para la Eurocopa 2012 |
| 5  | 27 de mayo de 2012       | Stade du Hainaut, Valenciennes, Francia | Francia     | 0–2 | 3–2       | Amistoso                            |
| 6  | 30 de mayo de 2012       | Gamla Ullevi, Gothenburg, Suecia        | Suecia      | 2–1 | 3–2       | Amistoso                            |
| 7  | 15 de agosto de 2012     | Laugardalsvöllur, Reikiavik, Islandia   | Islas Feroe | 1–0 | 2–0       | Amistoso                            |
| 8  | 15 de agosto de 2012     | Laugardalsvöllur, Reikiavik, Islandia   | Islas Feroe | 2–0 | 2–0       | Amistoso                            |
| 9  | 14 de agosto de 2013     | Laugardalsvöllur, Reikiavik, Islandia   | Islas Feroe | 1–0 | 1–0       | Amistoso                            |
| 10 | 6 de septiembre de 2013  | Stade de Suisse, Berna, Suiza           | Suiza       | 4–2 | 4–4       | Clasificación para el Mundial 2014  |
| 11 | 10 de septiembre de 2013 | Laugardalsvöllur, Reikiavik, Islandia   | Albania     | 2–1 | 2–1       | Clasificación para el Mundial 2014  |
| 12 | 11 de octubre de 2013    | Laugardalsvöllur, Reikiavik, Islandia   | Chipre      | 1–0 | 2–0       | Clasificación para el Mundial 2014  |
| 13 | 15 de octubre de 2013    | Ullevaal Stadion, Oslo, Noruega         | Noruega     | 0–1 | 1–1       | Clasificación para el Mundial 2014  |
| 14 | 30 de mayo de 2014       | Tivoli-Neu, Innsbrück, Austria          | Austria     | 1–1 | 1–1       | Amistoso                            |
| 15 | 4 de junio de 2014       | Laugardalsvöllur, Reikiavik, Islandia   | Estonia     | 1–0 | 1–0       | Amistoso                            |
| 16 | 9 de septiembre de 2014  | Laugardalsvöllur, Reikiavik, Islandia   | Turquía     | 3–0 | 3–0       | Clasificación para la Eurocopa 2016 |
| 17 | 27 de junio de 2016      | Allianz Riviera, Niza, Francia          | Inglaterra  | 2-1 | 2-1       | Eurocopa 2016                       |
| 18 | 3 de julio de 2016       | Stade de France, Saint-Denis, Francia   | Francia     | 4-1 | 5-2       | Eurocopa 2016                       |

## Clubes
| Club                       | País         | Año       | PJ  | Goles |
| -------------------------- | ------------ | --------- | --- | ----- |
| HK                         | Islandia     | 2006-2007 | 5   | 1     |
| AZ Alkmaar                 | Países Bajos | 2007-2011 | 43  | 18    |
| Ajax de Ámsterdam          | Países Bajos | 2011-2015 | 112 | 37    |
| F. C. Nantes               | Francia      | 2015-2019 | 29  | 4     |
| Galatasaray S. K. (cedido) | Turquía      | 2016      | 0   | 0     |
| AIK Solna                  | Suecia       | 2019-2020 | 45  | 4     |
| IFK Göteborg               | Suecia       | 2021      | 18  | 4     |

## Palmarés
| Título                        | Club              | País         | Año  |
| ----------------------------- | ----------------- | ------------ | ---- |
| Eredivisie                    | AZ Alkmaar        | Países Bajos | 2009 |
| Supercopa de los Países Bajos | AZ Alkmaar        | Países Bajos | 2009 |
| Eredivisie                    | Ajax de Ámsterdam | Países Bajos | 2013 |
| Supercopa de los Países Bajos | Ajax de Ámsterdam | Países Bajos | 2013 |
| Eredivisie                    | Ajax de Ámsterdam | Países Bajos | 2014 |